# Djafar Velibeyov
 (juillet 2023).
Djafar Velibeyov (en azéri Cəfər Mehdi oğlu Vəlibəyov ; né en 1907 à Akerak, district d'Etchmiadzin, et mort en 1981 à Bakou) est Premier secrétaire du comité du parti du district d'Amasia, journaliste émérite de la RSS d'Arménie (1971).

## Biographie
Djafar Velibeyov est né en 1907 dans le village d'Akerak, région de Talin. Pendant environ 20 ans il est rédacteur en chef du journal (d'abord  l'Aube dorée  puis  Arménie soviétique). A 22 ans, il travaille comme directeur du théâtre dramatique turc d'Erevan, à 25 ans, secrétaire du comité Komsomol du district de Basarkecher, puis rédacteur en chef du journal Maldarlig Djabhesinda (Sur le front de l'élevage) publié dans le district d'Amasiya , puis le secrétaire du Comité du Parti du district d'Amasiya. De 1938 à 1947, Dj.Velibeyov travaille comme rédacteur en chef du journal Armenie Sovietique et, en 1947-1949, il travaille comme premier secrétaire du Comité du Parti de la région du Karabakh. En 1949, Djafar Velibeyov est de nouveau nommé rédacteur en chef de l'Arménie soviétique et dirige l'équipe éditoriale jusqu'en 1961.
Il est mort en 1981 à Bakou.